# Longqiao, Fengjie
Longqiao (kinesiska: 龙桥) är en socken i sydvästra Kina. Den ligger i Fengjie härad i storstadsområdet Chongqing, omkring 290 kilometer nordost om det centrala stadsdistriktet Yuzhong. Antalet invånare är 8 609. Befolkningen består av 4 273 kvinnor och 4 336 män. Barn under 15 år utgör 19,0 %, vuxna 15-64 år 67 %, och äldre över 65 år 12,0 %. Longqiao är en etnisk minoritetssocken (族乡,"zu xiang") för tujia-folket. 